# Karl Scheidemantel
Karl Scheidemantel (ur. 21 stycznia 1859 w Weimarze, zm. 26 czerwca 1923 tamże) – niemiecki śpiewak operowy, baryton.

## Życiorys
Studiował u Bodo Borchersa w Weimarze oraz u Juliusa Stockhausena we Frankfurcie nad Menem. Zadebiutował na scenie w 1878 roku w Weimarze rolą Wolframa w Tannhäuserze. W latach 1878–1886 związany był z weimarskim teatrem dworskim. Specjalizował się w repertuarze wagnerowskim. W latach 1886–1894 występował na festiwalu w Bayreuth, gdzie kreował role Amfortasa i Klingsora w Parsifalu, Gorwenala w Tristanie i Izoldzie, Wolframa w Tannhäuserze i Hansa Sachsa w Śpiewakach norymberskich. Gościnnie występował na scenach operowych w Monachium (1882), Londynie (1884), Wiedniu (1890) i Mediolanie (1892). Od 1886 do 1911 roku był solistą opery dworskiej w Dreźnie. Wystąpił w prapremierowych przedstawieniach oper Richarda Straussa Feuersnot (1901, w roli Kunrada) i Kawaler srebrnej róży (1911, w roli Faninala), kreował też rolę Scarpii w niemieckiej premierze Toski (1902) oraz Uroka w prapremierowym przedstawieniu opery Ignacego Jana Paderewskiego Manru (1901). W 1911 roku zakończył karierę sceniczną i poświęcił się pracy pedagogicznej. Od 1920 do 1922 roku pełnił funkcję dyrektora drezdeńskiej Sächsische Landesoper.
Opublikował pracę Stimmbildung (1907; 4. wyd. pt. Gesangsbildung 1913) oraz zbiór pieśni Meisterweisen (1914).